# Munspelspolskor med mera, med Elias Jonsson & Pelle Hammarberg
Munspelspolskor med mera, med Elias Jonsson & Pelle Hammarberg är ett musikalbum av Elias Jonsson och Pelle Hammarberg, utgivet 1980 av Sonet Records.
Skivan ingick i en svensk folkmusikserie som Sonet Records gav ut och 2001 gavs skivan ut på CD som Harmonica Polskas and Other Tunes. Albumet var nummer 23 i ordningen som återutgivits på CD i Sonets folkmusikserie. Låtarna 1-10 med Elias Jonsson spelades in i Offerdals hembygdsgård i Jämtland den 16 augusti 1977 och låtarna 11-20 med Pelle Hammarberg spelades in i Hörrgård i Hälsingland den 10-11 januari 1977.

## Låtlista
Alla låtar är traditionella om inget annat anges.

### 2001 års CD-utgåva

#### Elias Jonsson
1. "Offerdalsminnen (Memories of Offerdal)" (Evert Annersa)
2. "Lapp-Nils Polska"
3. "Lapp-Nils Polska"
4. "Spelmansvals (Fiddler's Waltz) in A" (Göran Olsson Föllinger)
5. "Polska after Erik Hägglund in Häggsjön"
6. "Polkett after Isak Annersa in Rötviken"
7. "The Harmonica Polska by Elias Jonsson" (Elias Jonsson)
8. "Nya pensionärsvalsen (The New Pensioner's Waltz)" (Jöns Andersson)
9. "Herrgårdsfröjd (Mansion Joy)"
10. "The Bridal March of Jämtland after Pe Massa in Rännön"

##### Pelle Hammarberg
1. "Gökvalsen (The Cuckoo Waltz)"
2. "Waltz after Lars Hammarberg"
3. "Lapp-Nils Polska after Lars Hammarberg"
4. "Mazurka after Lars Hammarberg"
5. "Spelmansvals (Fiddler's Waltz) from Jämtland"
6. "Nordströmspolska"
7. "Polkan går (The Polka is being played)"
8. "Finskan valsen (The Finnish Waltz)"
9. "'Hipp och hopp, hambo'"

##### Elias Jonsson & Pelle Hammarberg
1. "Bridal Waltz"

Total tid: 42:32

## Medverkande
- Elias Jonsson – munspel
- Pelle Hammarberg – munspel